# Jardín Zenea
El Jardín Zenea o Jardín Obregón (conocida antiguamente como: Plaza de San Francisco, Plaza de abajo y Plaza del recreo) es el más representativo del Municipio de Santiago de Querétaro en el Centro Histórico de la ciudad de Querétaro, lleva el apellido del gobernador queretano Benito Santos Zenea (1870). Se aprecian en él una bella fuente hierro dedicada a la diosa griega Hebe y un kiosco, ambos del siglo XIX. En fechas decembrinas se instala en sus jardineras un Nacimiento Monumental, con esculturas de tamaño natural.
La Plaza de San Francisco ocupaba la parte norte del actual Jardín Zenea, extendiéndose por menos de la mitad del terreno del parque actual, limitada por la tapia del Templo y Convento Grande de San Francisco. 

## Eventos históricos

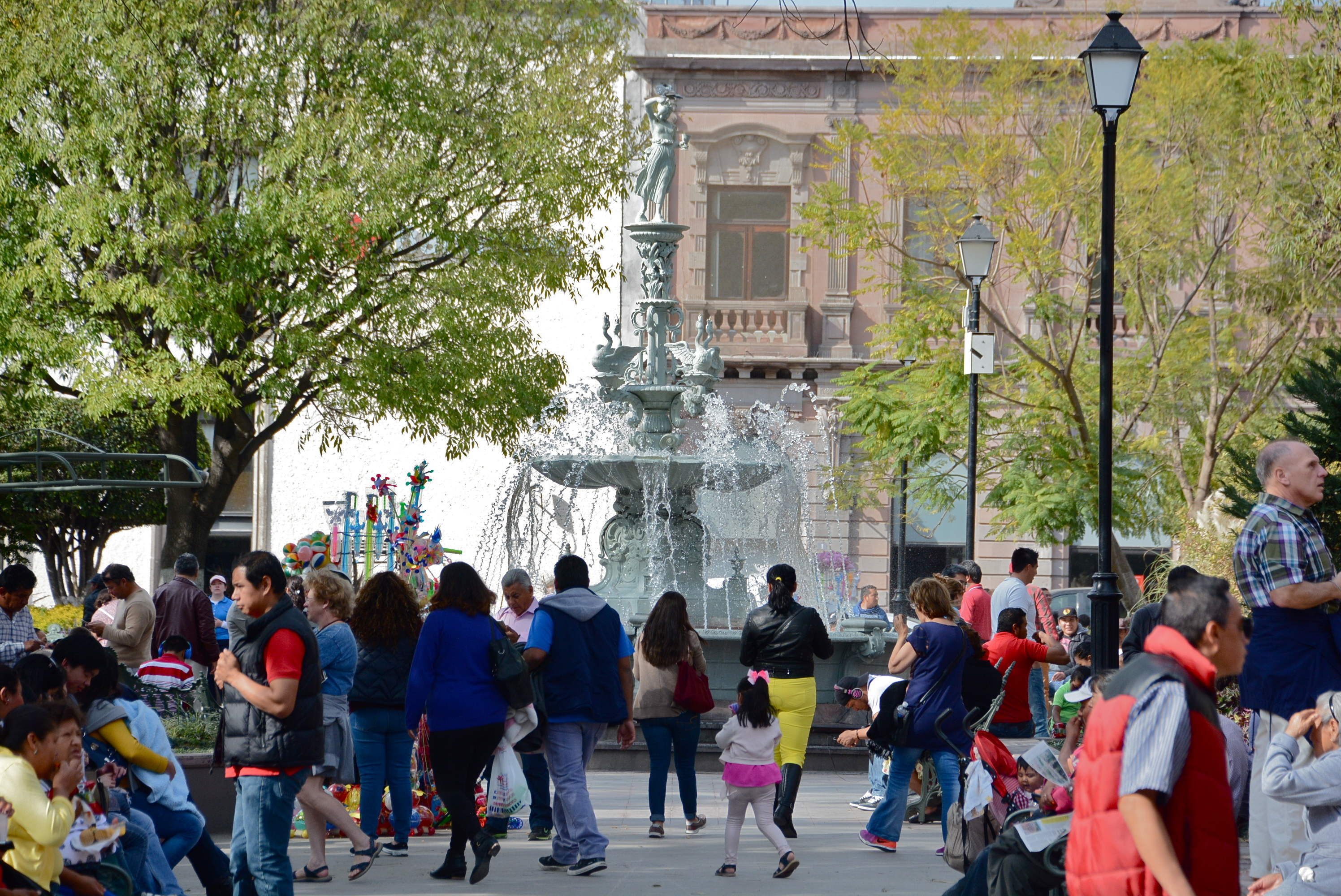
Jardín Zenea en un día concurrido.

- Jardín Zenea en un día concurrido.1560: Se terminó la construcción del Templo de San Francisco, fecha que puede considerarse como la de la formación de la Plaza de San Francisco.
- 1660: Se construyó en la Plaza de San Francisco una plaza de toros armada con madera, misma que funcionó en ese lugar por 170 años. En esta plaza se celebraban los sucesos importantes de España y la Nueva España, como la coronación de los Reyes y la toma de posesión de los Virreyes. En la Plaza Mayor se realizaban los actos oficiales y en la plaza de toros se festejaban.
- 1738: Se inauguró una fuente pública rematada con una estatua del dios Neptuno en metal fundido. Misma que fue reemplazada por la Fuente de Neptuno de Eduardo Tresguerras y Juan Izguerra.
- 1830: Se desmanteló la plaza de toros de la Plaza de San Francisco.
- 1861: Las fuerzas liberales derribaron a cañonazos parte de la barda del recinto y las capillas del convento. Destrozaron y quemaron esculturas y pinturas, así como ornamentos sagrados. Así comenzó la destrucción del recinto, el cual ocupaba el área que actualmente ocupan cuatro y media manzanas. Además de los cinco templos, se destruyeron patios, arcadas, fuentes, salones y jardines. Las autoridades acabaron por demoler los templos y la tapia, dejando el lugar abandonado por años. El sitio fue conocido como la "Plaza de los escombros", lugar en el que se instalaba un tianguis.[2]

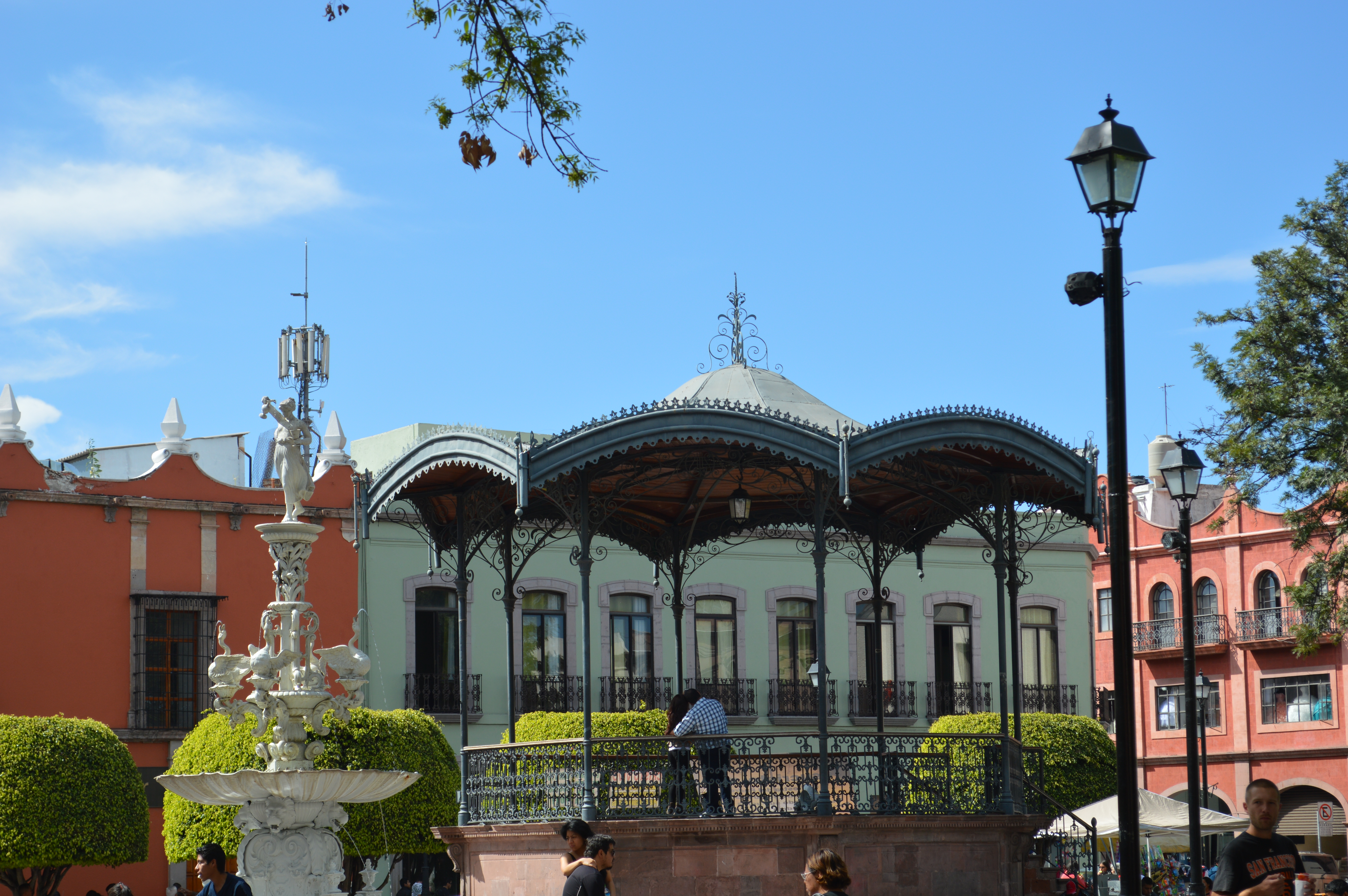
Kiosco en el centro del jardín.

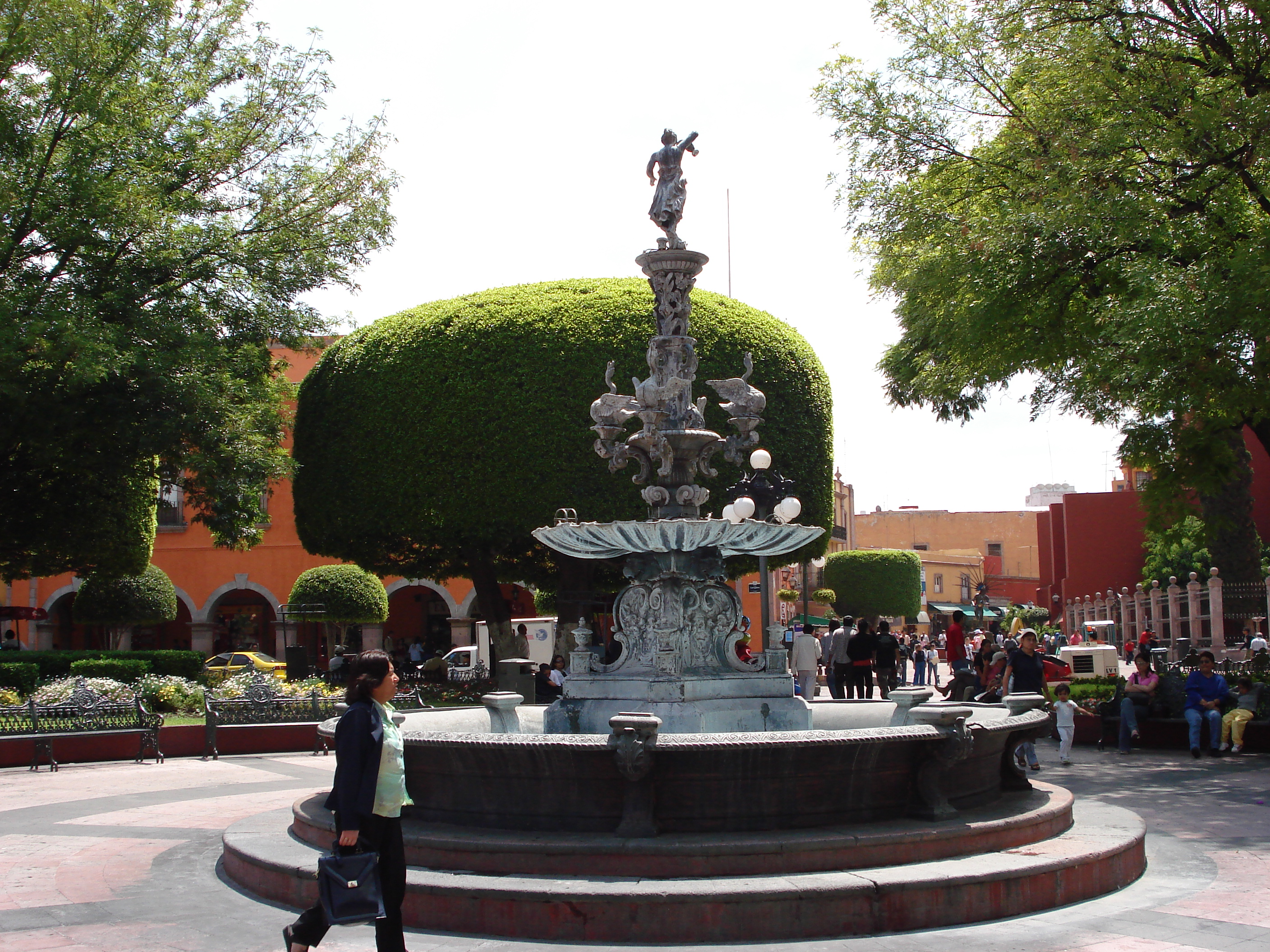
Fuente de la diosa Hebe.

- 1867: El 3 de junio se celebró una solemne ceremonia en la Plaza del Recreo (Antigua Plaza de San Francisco) en honor al cabo Damián Carmona. Las autoridades civiles y militares le impusieron una corona de Laurel adornada con monedas de oro, presea donada por el gobierno de San Luis Potosí, estado de dónde provenía Carmona.
- 1874: Siendo gobernador del estado el coronel Benito Santos Zenea, se comenzó la construcción de un jardín público en los terrenos que ocupaban las Plazas de los escombros y del recreo, entre las actuales calles de Madero y 16 de Septiembre. Cuando la obra fue terminada se inauguró con el nombre de Jardín Zenea.
- 1876: Se colocaron farolas con lámparas de petróleo para sustituir a las que se alimentaban con aceite.
- 1881: Se instaló una fuente de hierro en el centro del jardín, rematada con la figura de la diosa Hebe y con cuatro cisnes, la cual fue donada por la familia Rubio, propietaria de la Fábrica el Hércules.
- 1882: En el lado poniente del jardín se instaló la terminal de los tranvías de tracción animal, tirados por mulas, que daban servicio a la estación del ferrocarril central, situada en lo que hoy es la colonia Cimatario.
- 1883 - 1906: A ese mismo lugar del jardín llegaron las rutas del tranvía urbano que se establecieron. 1883, a Pathé; 1884, a la Cañada; 1903, a la estación del Ferrocarril Nacional; 1906, el circuito de la plazuela de la Cruz y la calzada de Belén, hoy Ezequiel Montes.
- 1884: El gobernador Rafael Olvera le vendió al español Cipriano Bueno parte de los terrenos que se encontraban al sur del Jardín para que edificara ahí el Gran Hotel; Don Cipriano derribó los templos de la Tercera Orden y de la Casa de Loreto, los cuales quedaron fuera de servicio después del atentado Liberal.
- 1887: Se inauguró un quiosco de cantera rosa.
- 1889: Se colocaron en el Jardín cuatro grandes macetones de hierro sobre bases de cantera. Actualmente sobreviven dos.
- 1890: Se inauguró el alumbrado eléctrico en el jardín Zenea y se eliminaron las lámparas alimentadas con petróleo.
- 1893: Se inauguró el Gran Hotel.
- 1906: El quiosco original fue trasladado a la Alameda Hidalgo, se construyó otro más hermoso en el jardín, también de cantera rosa.
- 1909: se retiró la fuente de Neptuno que lucía en una esquina frente al lado norte del Jardín Zenea y fue trasladada al jardín de Santa Clara.
- 1915: Se instalaron candelabros de cinco luces.
- 1928: Se cambió el nombre al jardín, imponiéndole el nombre de Jardín Obregón.
- 2016: Se realizaron obras de restauración y acondicionamiento al jardín a cargo de la administración del gobernador Francisco Domínguez Servién.